# Ptisana mertensiana
Ptisana mertensiana là một loài dương xỉ trong họ Marattiaceae. Loài này được Murdock mô tả khoa học đầu tiên năm 2008.
Danh pháp khoa học của loài này chưa được làm sáng tỏ. 